# Loch Ness Terror
Loch Ness Terror, intitulado como Beyond Loch Ness, é um filme produzido no Canadá e lançado em 2008.